# Ballarra molaris
Ballarra molaris is een hooiwagen uit de familie Neopilionidae. De wetenschappelijke naam van Ballarra molaris gaat terug op G. S. Hunt & J. C. Cokendolpher.